# مملكة كنت
مملكة الكنتيين، يُشار إليها اليوم باسم مملكة كنت، وهي مملكة من القرون الوسطى المبكرة في ما يُعرف الآن بجنوب شرق إنجلترا. تشكّلت منذ القرن الخامس أو السادس الميلادي، ودُمجت بالكامل في مملكة وسكس في أواخر القرن التاسع، ثم دُمجت لاحقًا في مملكة إنجلترا في أوائل القرن العاشر.
تعرضت منطقة كنت في ظل الحكم البريطاني الروماني السابق لهجماتٍ متكررة من المغيرين البحارة خلال القرن الرابع الميلادي. من المحتمل أن يكون الفيوديراتي الناطقون بالجرمانية دُعوا للاستقرار في المنطقة كمرتزقة. انتقلت المزيد من الجماعات القبلية المتحدثة بالجرمانية إلى المنطقة بعد نهاية الحكم الروماني في عام 410، كما تشير الأدلة الأثرية وآخر المصادر النصية الأنجلوسكسونية. يبدو أن المجموعة الإثنية الأساسية التي استقرت في المنطقة كانت من اليوت: إذ أسّسوا مملكتهم شرق كنت وربما كانوا في البداية تحت سيطرة مملكة الفرنجة. قيل إن المجتمع السكسوني الشرقي استقر في البداية غرب كنت، ولكن مملكة كنت الشرقية المتوسّعة غزت المنطقة في القرن السادس.
إيثيلبيرت كان أول ملك مسجّل لكنت، وبصفته بريتوالدا (الحاكم) بسط نفوذه على الملوك الأنجلوسكسونيين الآخرين في أواخر القرن السادس. بدأ تحوّل الأنجلوسكسونيين إلى المسيحية في كنت خلال فترة حكم إيثيلبيرت مع وصول الراهب أوغسطين أسقف كانتربيري وبعثته الغريغورية في عام 597.
كانت كنت واحدة من الممالك السبعة الأنجلوسكسونية، لكنها خسرت استقلالها في القرن الثامن عندما أصبحت مملكة تابعة لمرسيا. في القرن التاسع أصبحت مملكةً تابعة لوسكس، وفي القرن العاشر أصبحت جزءًا من مملكة إنجلترا الموحدة التي أُنشئت تحت قيادة وسكس. حافظت منذ ذلك الحين على اسمها «مقاطعة كنت».
تأتي معرفتنا بكنت الأنجلوسكسونية من الدراسة العلمية لآخر النصوص الأنجلوسكسونية مثل الوثائق الأنجلوسكسونية والتاريخ الكنسي للشعب الإنجليزي، بالإضافة إلى الأدلة الأثرية مثل تلك التي خلّفتها المقابر والمستوطنات في العصور الوسطى المبكرة، وأدلة أسماء الأماكن.

## تراجع كنت البريطانية الرومانية
كانت منطقة كنت الحديثة التي تقع شرق نهر ميدواي عبارة عن سيفيتاس تُعرف باسم كانتياكا في فترة بريطانيا الرومانية. اكتسبت اسمها من اسم مكان أقدم باللغة البريتونية الشائعة، كانتيوم («ركن الأرض» أو «الأرض على الحافة») المستخدم في العصر الحديدي ما قبل الروماني السابق، على الرغم من أن نطاق هذه المنطقة القبلية غير معروف.
خلال أواخر القرن الثالث والقرن والرابع، شنّ الفرنجة والسكسونيون والبيكتيون والسكوتيون غاراتٍ متكررة على بريطانيا الرومانية. لأنّ كنت تمثل الجزء الأقرب من بريطانيا إلى أوروبا القارية، فمن المحتمل أنها شهدت العديد من هجمات المغيرين البحارة، ما أدى إلى بناء أربعة حصون تابعة للشاطئ السكسوني على طول الساحل الكنتي: ريغولبيوم وبورتوس ريتوبيس ودوبريس وبورتوس ليمانيس. ومن المرجح أيضًا أن المرتزقة الناطقين بالجرمانية من شمال بلاد الغال، والمعروفين باسم فيوديراتي، استُخدموا لرفد القوات الرومانية الرسمية خلال هذه الفترة، مقابل الإقامة في كنت. اندمج هؤلاء الفويديراتي في الثقافة البريطانية الرومانية، ما جعل تمييزهم في البقايا الأثرية في غاية الصعوبة.
هناك أدلة على أنه خلال القرن الرابع وأوائل القرن الخامس، هُجرت الفيلات الريفية، ما يشير إلى أن النخبة البريطانية الرومانية كانت تنتقل إلى المراكز الحضرية المحصنة والآمنة نسبيًا. ومع ذلك، شهدت المراكز الحضرية أيضًا تراجعًا؛ إذ أظهرت كانتربيري انخفاضًا في عدد السكان والنشاط منذ أواخر القرن الثالث فصاعدًا، في حين هُجرت دوفر بحلول نهاية القرن الرابع. غادرت الفيالق الرومانية بريطانيا في عام 407 من أجل مواجهة عمليات التوغل في معاقل الإمبراطورية في أوروبا القارية. في عام 410، أرسل الإمبراطور الروماني هونوريوس رسالة إلى رعاياه البريطانيين يعلن فيها أنه يجب عليهم من الآن فصاعدًا تجهيز دفاعهم الخاص، إذ لم يعد بإمكانهم الاعتماد على الجيش الإمبراطوري لحمايتهم. وفقًا للوثائق الأنجلوسكسونية، التي وُضعت في الفترة الأخيرة لإنجلترا الأنجلوسكسونية ولم تُعتبر سجلًا دقيقًا للأحداث في القرن الخامس، غادر العديد من الرومان بريطانيا عبر كنت في عام 418، وأخذوا معظم ثرواتهم معهم. قد يمثل هذا ذكرى الهجرة الحقيقية للأرستقراطيين الرومان.

## كنت الأنجلوسكسونية المبكرة

### الهجرة الأنجلوسكسونية: 410-499
وفقًا لعالم الآثار مارتن ويلتش، شهد القرن الخامس «في المنطقة التي أصبحت كنت تحوّلًا جذريًا من الناحية السياسية والاجتماعية ومن حيث المناظر الطبيعية». تظهر السجلات الأدبية والأثرية هجرة الشعوب الجرمانية من شمال أوروبا إلى بريطانيا خلال هذا القرن. ومع ذلك، ما يزال هناك جدل كبير حول حجم هذه الهجرة؛ يراها البعض هجرة جماعية غادرت فيها أعداد كبيرة من الشعوب الجرمانية شمال أوروبا لتستقر في بريطانيا؛ ويجادل آخرون أن نخبة صغيرة فقط من المحاربين جاءت وسيطرت (أو استعبدت) السكان البريطانيين الرومان الذين بدؤوا آنذاك استخدام اللغة الإنجليزية القديمة والثقافة المادية للوافدين الجدد. مصير البريطانيين الرومان هو أيضًا موضع نقاش؛ إذ ربما فرّ العديد منهم إلى بريطانيا الغربية أو بريتاني.
من المرجح أن بعض السكان البريطانيين الرومان بقوا في كنت، إذ أثّر الاسم الروماني للمنطقة، كانتياكا، في اسم المملكة الأنجلوسكسونية الجديدة، كانتوير («سكان كنت»).
لوحظت الهجرة الجرمانية إلى بريطانيا في مصادر نصية تعود لأواخر العصر الأنجلوسكسوني، أبرزها التاريخ الكنسي للشعب الإنجليزي للقديس بيدا والوثائق الأنجلوسكسونية؛ إذ يعتمد كلاهما على التاريخ الشفوي من القرن الخامس، وهما محاولتان لحبك أساطير الأصل التي تبرر السياسات الممارَسة في ذلك الوقت. وفقًا للوثائق الأنجلوسكسونية، دعا «ملك البريطونيين» المعروف باسم فورتيجرن اثنين من القادة الجرمانيين، هينغيست وهورسا («الفحل» و «الحصان»)، إلى بريطانيا للمساعدة في الدفاع عنها ضد الغزاة البيكتيون. بعد وصول هينغيست وهورسا إلى Ypwinesfleot (جدول إيبا، إيبسفليت الحالية بالقرب من رامسغيت) في كنت عام 449، تمكّنا من هزيمة البيكتيون ثم انقلبا على البريطانيين واستدعيا المزيد من القبائل الجرمانية لاستعمار بريطانيا، التي كان من بينها: الساكسون القدامى والأنجل واليوت. استقر اليوت في كنت وجزيرة وايت، وأسّسوا الشعوب المعروفة باسم كانتوير ووايتوير.

### فهرس
1. ↑  Welch 2007، صفحة 189.
2. ↑  Brookes & Harrington 2010، صفحة 25.
3. ↑  
Kelly 1999, p. 269
Brookes & Harrington 2010, pp. 26–27.
4. ↑  Brookes & Harrington 2010، صفحات 26–27.
5. ↑  Brookes & Harrington 2010، صفحة 27.
6. ↑  Brookes & Harrington 2010، صفحات 28, 29.
7. ↑  Brookes & Harrington 2010، صفحة 32.
8. ↑  Brookes & Harrington 2010، صفحة 31.
9. ↑  
Arnold 1997, p. 22
Welch 2007, p. 194.
10. ↑  Welch 2007، صفحة 201.
11. ↑  
Welch 2007, pp. 189–190
Brookes & Harrington 2010, p. 35.
12. ↑  Brookes & Harrington 2010، صفحات 32–33.

### المعلومات الكاملة للمراجع
- Arnold، C. J. (1997). An Archaeology of the Early Anglo-Saxon Kingdoms (ط. new). London: Routledge. ISBN:978-0415156363.
- Brookes، Stuart؛ Harrington، Sue (2010). The Kingdom and People of Kent, AD 400-1066: Their History and Archaeology. Stroud: The History Press. ISBN:978-0752456942.
- Kelly، S. E. (1999). "Kingdom of Kent". في Michael Lapidge؛ John Blair؛ Simon Keynes؛ Donald Scragg (المحررون). The Blackwell Encyclopaedia of Anglo-Saxon England. Oxford: Blackwell. ص. 269–270. ISBN:978-0631224921.
- Kelly، S. E. (1993). "The Control of Kent in the Ninth Century". Early Medieval Europe. ج. 2 ع. 2: 111–31. DOI:10.1111/j.1468-0254.1993.tb00013.x.
- Welch، Martin (2007). "Anglo-Saxon Kent". في John H. Williams (المحرر). The Archaeology of Kent to AD 800. Woodbridge: Boydell Press and Kent County Council. ص. 187–248. ISBN:9780851155807.
- Witney، K. P. (1982). The Kingdom of Kent. Phillimore. ISBN:0-85033-443-8.